# Night Raiders
Night Raiders és una pel·lícula distòpica de ciència-ficció canadenca i neozelandesa del 2021 escrita i dirigida per Danis Goulet. La pel·lícula és protagonitzada per Elle-Máijá Tailfeathers, Brooklyn Letexier-Hart, Alex Tarrant, Amanda Plummer i Violet Nelson. Taika Waititi és el productor executiu.
La pel·lícula es va estrenar al 71è Festival Internacional de Cinema de Berlín el març de 2021. Ha estat subtitulada al català.

## Sinopsi
Ambientada en una versió distòpica d'Amèrica del Nord l'any 2044, la pel·lícula se centra en Niska (Elle-Máijá Tailfeathers), una dona cree que s'uneix a un moviment de resistència al govern militar per salvar la seva filla.

## Repartiment
- Elle-Máijá Tailfeathers com a Niska
- Brooklyn Letexier-Hart com a Waseese
- Alex Tarrant com a Leo
- Amanda Plummer com a Roberta
- Violet Nelson com a Somonis
- Gail Maurice com a Ida

## Producció
La pel·lícula, una coproducció de companyies del Canadà i Nova Zelanda, està produïda per Taika Waititi. Goulet ha descrit la pel·lícula com a inspirada en part en la pel·lícula Children of Men de 2006 d'Alfonso Cuarón, així com en la resposta militar a les protestes de Dakota Access Pipeline a la reserva índia de Standing Rock el 2016; a més, la pel·lícula funciona a part com una al·legoria del sistema d'escoles residencials indi.
La pel·lícula es va rodar a la zona de Toronto el 2019. Originalment estava previst per al llançament comercial el 2020, però es va ajornar al 2021 arran dels retards de producció causats per la pandèmia de la COVID-19.

## Crítica
La pel·lícula va ser molt ben rebuda pels crítics, que van elogiar el seu repartiment i la seva narració. No obstant això, la pel·lícula també va ser criticada per la seva dependència de la literatura juvenil. Al lloc web de l'agregador de ressenyes Rotten Tomatoes, la pel·lícula té una puntuació d'aprovació del 83%, basada en 48 ressenyes, amb una valoració mitjana de 7,1/10. El consens del lloc web diu: "Night Raiders fa un paral·lelisme greu entre el seu entorn distòpic i el present, oferint un recordatori inquietant que els horrors del passat sovint estan molt encara amb nosaltres".
La pel·lícula va ser nomenada a la llista anual dels deu millors del Canadà de final d'any del TIFF per al 2021.